# Fernando Pacheco Flores
Fernando Pacheco Flores (nascut el 18 de maig de 1992 a Badajoz, Extremadura) és un futbolista espanyol que juga en la posició de porter.

## Trajectòria

### Categories inferiors
Va començar a jugar l'any 1998, en el Obandino, un club local. El 2004, fitxa pel Fletxa Negra, un altre club local. El 2006, és fitxat pel Reial Madrid Club de Futbol per formar part de les categories inferiors merengues. Se succeeixen els èxits en la seva època de formació. Forma part de la plantilla que va aconseguir la Copa de Campions de Divisió d'Honor Juvenil en la temporada 2009 - 2010 enfront del València Club de Futbol, sent a més el porter que disputa aquesta final,i que va romandre a les portes de guanyar la Copa del Rei juvenil. En l'esquadra blanca li acompanyaven futbolistes actualment consagrats com Dani Carvajal.

### Reial Madrid "C"
Va fer el seu debut com a professional amb el Reial Madrid Club de Futbol "C" en un partit de la Tercera Divisió d'Espanya davant el CF Raig Majadahonda corresponent a la jornada primera del campionat disputada el 28 d'agost de 2011. La següent temporada, malgrat pertànyer segons la web del club a la plantilla del Reial Madrid Castella, per no frenar la seva progressió, se li manté en el segon filial. Per desgràcia, una lesió li fa perdre's gran part de la temporada posat que ha de ser operat de l'espatlla.

### Reial Madrid Castella
En la Temporada 2012-13, va començar a alternar amb el Reial Madrid Club de Futbol "C" i el Reial Madrid Castella Club de Futbol, el tercer i segon equip del Reial Madrid Club de Futbol respectivament. No obstant això, el seu debut amb el Segon Equip, el Reial Madrid Castella Club de Futbol, no arribaria fins al 2 de juny de 2013 en un partit de la Segona Divisió espanyola davant l'AD Alcorcón. El partit va finalitzar amb victòria per 4-0 per a les merles. Va mantenir la seva posició en el següent partit davant el Girona FC (últim partit de la temporada).

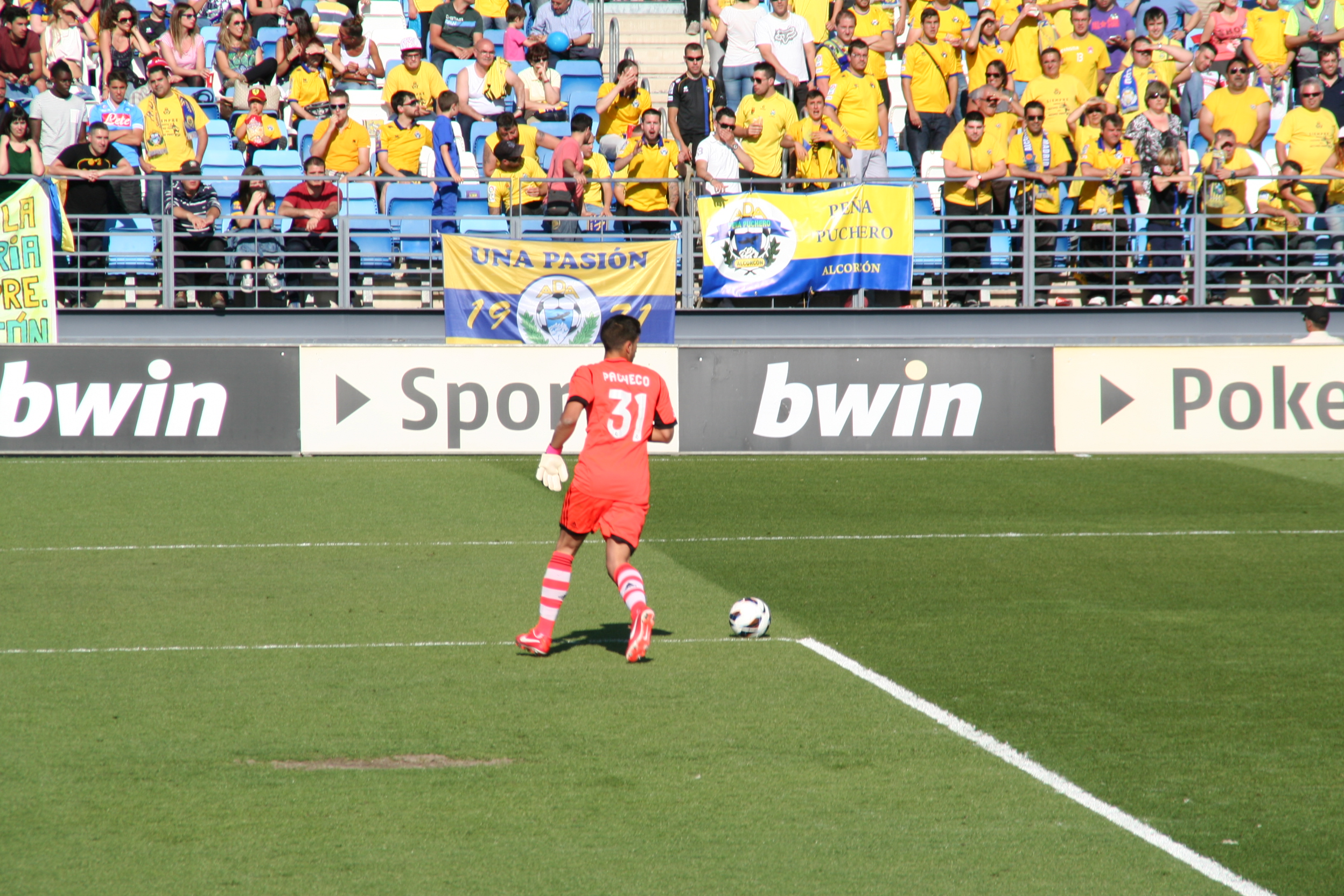
Fernando Pacheco en el seu debut amb el RM Castella

La següent temporada, es manté únicament en el primer filial blanc. Malgrat rendir a un gran nivell, deixant grans actuacions i parades excel·lents, la falta de fortuna, i el pagament per un mal inici de temporada condemna al filial a abandonar la Segona Divisió espanyola en descendir de categoria. Juga pràcticament tots els minuts de la temporada, sent alineat 39 vegades com a titular. Únicament unes molèsties enfront del Reial Saragossa li fan abandonar el partit, entrant en escena Rubén Yáñez, el porter suplent. També es perdria tres partits més de la categoria a causa dels seus compromisos amb la selecció espanyola. En acabar la temporada, es decideix que sigui ascendit al primer equip blanc.

### Reial Madrid
El seu bon fer i la seva progressió en el Divisió d'Honor no va passar desapercebut per a José Mourinho que ja comptava amb el porter extremeny per completar convocatòries en més d'una ocasió quan la situació ho requeria, independentment que fos lliga o Copa del Rei. El ser convocat en la Copa del Rei de futbol 2010-11 li va valer perquè li anés lliurada una rèplica en miniatura del trofeu que confirmava la seva participació en la conquesta del trofeu per l'equip merenga. No obstant això, igual que Álvaro Morata, els seus compromisos internacionals li van impedir acudir a la final a recollir el premi.
El seu debut amb el Primer Equip del Reial Madrid va ser el 20 de desembre de 2011 en un partit de la Copa del Rei davant la SD Ponferradina, substituint a Antonio Adán. El partit va finalitzar amb victòria per 5-1 pel Reial Madrid. Aquesta mateixa temporada, també va tenir presència en el campionat de lliga (en ser convocat per a un partit enfront del Granada
).
El dia 21 de juliol de 2014 és convocat pel primer equip del Madrid a les mans de Carlo Ancelotti per disputar la International Champions Cup 2014 en la gira americana de pretemporada. Més tard, i a causa de la baixa de Jesús Fernández i la presumible sortida gairebé imminent de Diego López Rodríguez és convocat de nou per Carlo Ancelotti per disputar la Supercopa d'Europa 2014. L'equip blanc es proclama campió i Fernando rep la medalla acreditativa de campió. Finalment, poc després de confirmar-se la sortida de Diego López Rodríguez, és ascendit a la plantilla del primer equip.

### Espanyol
El 31 de gener de 2023, Pacheco va fitxar pel RCD Espanyol amb contracte per tres anys.

## Selecció espanyola
Ha estat internacional amb la selecció de futbol Sub-19 d'Espanya, amb la qual va guanyar el Campionat d'Europa Sub-19 de la UEFA el 2011, amb la selecció de futbol Sub-20 d'Espanya i amb la selecció de futbol Sub-21 d'Espanya.

## Palmarès

### Campionats internacionals
| Títol                                | Club               | País    | Any  |
| ------------------------------------ | ------------------ | ------- | ---- |
| Campionat d'Europa Sub-19 de la UEFA | Espanya Sub-19     | Romania | 2011 |
| Supercopa d'Europa 2014              | Reial Madrid CF    | Gal·les | 2014 |
| Mundial de Clubs                     | Reial Madrid C. F. | Marroc  | 2014 |

### Campionats estatals
| Títol           | Club              | País    | Any     |
| --------------- | ----------------- | ------- | ------- |
| Copa del Rei    | Reial Madrid C.F. | Espanya | 2010-11 |
| Lliga Espanyola | Reial Madrid CF   | Espanya | 2012    |

### Distincions individuals
| Distinció                                                      | Any  |
| -------------------------------------------------------------- | ---- |
| Integrant de l'onze d'or com a porter pels premis Futbol Draft | 2012 |